# Bora Laskin
Pour les articles homonymes, voir Laskin.
Bora Laskin, né le 5 octobre 1912 à Fort William et mort le 26 mars 1984 à Ottawa, est un juge canadien. Il fut juge en chef de la Cour suprême du Canada, de 1973 à 1984.

## Biographie

### Carrière
Malgré ses bons résultats académiques, Laskin fut incapable de trouver du travail dans un bureau d'avocat à sa sortie de l'université et se contenta d'écrire des notes pour un journal légal.  Il poursuivit par la suite une carrière académique et enseigna de 1940 à 1965 à l'université de Toronto et à l'école de droit Osgoode.
Durant sa carrière académique, il est opposé à l’enchâssement constitutionnel d'une charte. Nommé juge en 1965 à la cour d'appel de l'Ontario, il change du tout au tout cette opinion et devient un fervent défenseur du pouvoir d'interventionnisme des juges.
Le 19 mars 1970, il fut nommé juge à la cour suprême par Pierre Trudeau, puis juge en chef le 27 décembre 1973, toujours par Pierre Eliott Trudeau.
Les opinions politiques centralisatrices du juge Laskin étaient bien connues, René Lévesque ayant d'ailleurs confié au consul britannique Murray Simons avant le jugement sur le rapatriement de la constitution "qu'il n'y avait rien à espérer du juge en chef".
Le 13 mars 1984 il fut nommé compagnon de l'Ordre du Canada.

### Jugements sur le rapatriement de la Constitution
Le cas le plus important auquel il fut confronté fut le rapatriement unilatéral de la constitution. Durant l'étude du jugement, il aurait eu des discussions avec de nombreux membres des gouvernements canadien et britannique, ce qui contrevient à la constitution canadienne en violant la séparation entre les pouvoirs judiciaires, législatifs et exécutifs.  Entre autres, le 29 juin 1981 il informe Michael Pitfield, greffier du conseil privé à Londres, qu'il retourne à Ottawa deux-trois jours pour faire aboutir le dossier. Pierre Elliott Trudeau lui-même semble bien informé, car il mentionne dans un entretien avec Margaret Thatcher le même jour que le juge en chef accélère le processus.  De plus, Bora Laskin rencontre à Londres Michael Havers, responsable de répondre à la chambre des communes britanniques des questions de nature juridique portant sur le rapatriement de la constitution canadienne qui l'informe qu'un jugement serré serait mal vu à Londres.

### Enquête de la constitution
En 2013, l'historien Frédéric Bastien publie le livre La bataille de Londres dans lequel il affirme que les archives du Foreign Office britannique démontrent que Bora Laskin aurait tenu les gouvernements canadien et britannique au courant des délibérations de la Cour suprême concernant le projet de rapatriement de la Constitution en 1981. Après une très courte enquête interne limitée aux archives de la Cour, la Cour suprême n'a rien trouvé d'anormal,.